# LVH – Las Vegas Hotel & Casino
LVH – Las Vegas Hotel & Casino, voorheen Las Vegas Hilton, is een hotel, casino en een expositiehal in Las Vegas, Nevada. Het hotel was het grootste Hilton-hotel van de wereld en heeft een casino met een speelruimte van 6.900 m². Het hotel hield tot 2008 The Star Trek Experience in haar expositiehal. Vlak naast het hotel stopt de Las Vegas Monorail. In 2011 verliet het hotel de Hilton-keten. Sinds 2014 is het onderdeel van de Westgate keten en heet het Westgate Las Vegas.

## Las Vegas Hilton op televisie
Het Las Vegas Hilton hotel is regelmatig op televisie te zien (geweest).
- Let's Make a Deal nam hier haar laatste seizoen op in 1976-77.
- De televisieserie The Oak Ridge Boys: Live from Las Vegas werd hier opgenomen
- Twee afleveringen van Roseanne werden hier opgenomen in 1991
- Louis Theroux's BBC documentaire 'Weird weekends' werd hier opgenomen.

### Las Vegas Hilton in films
- In augustus 1970 werd hier het optreden van Elvis Presley gefilmd voor zijn documentaire "Elvis - That's The Way It Is".
- Het hotel en casino werden gebruikt in de James Bondfilm Diamonds Are Forever.
- Het hotel kwam  voor aan het einde van de film Over the Top.

### Muziek
Het Las Vegas Hilton was de plaats waar het nummer Home on Monday van de Little River Band zich afspeelt.

### Las Vegas Hilton in videogames
In het hotel werd een terroristische bomaanslag gepleegd in de videogame Tom Clancy's Rainbow Six: Vegas 2.

## Eetgelegenheden
In het hotel bevinden zich de volgende eetgelegenheden:
- TJ's Steakhouse
- Superbook Deli
- Benihana Village
- Casa Nicola
- Garden of the Dragon
- Pizza Hut Express
- Paradise Cafe
- The Buffet
- Fortuna